# Nahuel Leiva
Matías Nahuel Leiva (Rosario, Argentina, 22 de noviembre de 1996), más conocido como  Nahuel, es un futbolista español. Juega como centrocampista y su equipo es el Maccabi Haifa F. C. de la Liga Premier de Israel. Ha sido convocado a la selección española sub-19 y sub-21.

## Trayectoria
Hizo su debut con el Villarreal Club de Fútbol "C" en la Tercera División de España en la temporada 2012-13. La siguiente fue ascendido al Villarreal Club de Fútbol "B".
Debutó en Primera División el 13 de enero de 2014 en el partido en el que se enfrentaban contra la Real Sociedad saliendo en la segunda parte en los últimos 23 minutos y terminado con el marcador en 5-1 a favor del equipo local. El 24 de febrero hizo su segunda aparición con el primer equipo saliendo de titular contra el R. C. D. Espanyol y dio su primera asistencia en el primer gol a Moi Gómez. Terminó su primer partido disputando los 90 minutos y el resultado fue 1-2 a favor del Villarreal Club de Fútbol.
En la temporada 2016-17 se llegó a un acuerdo de cesión al Real Betis Balompié por dos años, pero en enero de 2018 acabó cedido al F. C. Barcelona "B".
En la temporada 2018-19 fichó por el Olympiacos de El Pireo. En enero de 2019 se marchó cedido al Deportivo de La Coruña hasta final de temporada y el 30 de agosto del mismo año fichó por el Club Deportivo Tenerife hasta 2022.
El 16 de septiembre de 2020 se hizo oficial su fichaje por el Real Oviedo por una temporada, en calidad de cedido por el conjunto tinerfeño. En la temporada 2021-22 regresó al equipo insular, con el que solo participó en cuatro encuentros.
El 9 de julio de 2022 firmó por el Śląsk Wrocław de Polonia por dos temporadas. A inicios de 2024 renovó hasta 2027, pero el siguiente mes de septiembre fue traspasado al Maccabi Haifa F. C.

## Selección nacional
El 26 de febrero de 2014 fue incluido en la lista de convocados de la selección española sub-19, con tan solo 17 años.

## Estadísticas

### Clubes
| Club                               | País    | Año           | Partidos | Goles |
| ---------------------------------- | ------- | ------------- | -------- | ----- |
| Villarreal C. F. "C"               | España  | 2012-2013     | 12       | 2     |
| Villarreal C. F. "B"               | España  | 2013-2015     | 58       | 11    |
| Villarreal C. F.                   | España  | 2015-2016     | 38       | 3     |
| Real Betis Balompié (cedido)       | España  | 2016-2018     | 19       | 0     |
| F. C. Barcelona "B" (cedido)       | España  | 2018          | 18       | 5     |
| Olympiacos de El Pireo             | Grecia  | 2018-2019     | 11       | 1     |
| R. C. Deportivo La Coruña (cedido) | España  | 2019          | 10       | 0     |
| C. D. Tenerife                     | España  | 2019-2022     | 32       | 1     |
| Real Oviedo (cedido)               | España  | 2020-2021     | 39       | 6     |
| Śląsk Wrocław                      | Polonia | 2022-2024     | 72       | 14    |
| Maccabi Haifa F. C.                | Israel  | 2024-presente |          |       |

### Selección
| Selección                 | Año       | Amistosos | Amistosos | Eliminatorias(1) | Eliminatorias(1) | Europeos(2) | Europeos(2) | Mundiales(3) | Mundiales(3) | Total | Total | Media goleadora |
| Selección                 | Año       | Part.     | Goles     | Part.            | Goles            | Part.       | Goles       | Part.        | Goles        | Part. | Goles | Media goleadora |
| ------------------------- | --------- | --------- | --------- | ---------------- | ---------------- | ----------- | ----------- | ------------ | ------------ | ----- | ----- | --------------- |
| Selección sub-19 · España | 2014-2015 | 4         | 1         | -                | -                | 5           | 2           | -            | -            | 11    | 3     | -               |
| Selección sub-19 · España | Total     | 4         | 1         | -                | -                | 5           | 2           | -            | -            | 11    | 3     | -               |
| Selección sub-21 · España | 2015-2016 | -         | -         | 1                | 0                | -           | -           | -            | -            | 1     | 0     | -               |
| Selección sub-21 · España | Total     | -         | -         | 1                | 0                | -           | -           | -            | -            | 1     | 0     | -               |

## Palmarés

### Títulos internacionales
| Título         | Club (*) | Sede   | Año  |
| -------------- | -------- | ------ | ---- |
| Europeo Sub-19 | España   | Grecia | 2015 |

(*) Incluyendo la selección.